# 睦美美里
睦美美里（日语：／ Mitsumi Misato，1972年11月16日—），是一位日本女性角色设定、原畫師及插画家。目前就职于Leaf东京开发室。東京都出生、成长于埼玉县，毕业于立正大学经济学院。

## 人物
- 筆名由來是高中時代喜歡豬股睦美。原畫的落款簡寫。

- 大学毕业后，在Cocktail Soft（属于F&C子会社）就职，曾使用「CARROT」名義。由于为《歡迎來到Pia Carrot!!2》做人物设定，而赢得广泛的人气。

- 1998年，和甘露树、CHARM一起从Cocktail Soft跳槽到Leaf东京开发室，据称理由是「自己想要表现的Leaf能够帮助实现」。在Leaf期间，为《漫畫派對》、《传颂之物》、《没有天使的12月》、ToHeart2等作品进行主要的人物设定，据传还参加了一部企划活动。另外，其弟藤原龍也在該公司任職。

- 自己的职业定义为「遊戲售賣」，原因是除了原画、CG等其它一切与游戏企划开发的活动自称都会参加。

- 受她画风影响的同人作家数量非常大。一部分作家被怀疑有摹写（トレス）的嫌疑，这些作家的画风常被揶揄为「323绘」（みつみ絵）。

- 网络上（例如2ch）常用「323」（谐音）、这些的缩语来指代。这种说法来自游戏《漫畫派對》中的参与设定的角色大庭詠美；大庭詠美常自称。

- 2011年9月22日發售的PS3遊戲《ToHeart2 DX PLUS》（トゥハート2 DX PLUS）與鷲見努共同擔任導演，為初執導作品。[1]

## 同人活動
早期曾與西又葵交流，以同人社團「Cut a Dash」積極參加同人活動。在同人誌圈內具有博大的人氣，在Comic Market上經常發生上千人排隊購買同人誌的盛況，據傳每次發售販賣本數可達2萬本以上。曾為2005年12月舉行的Comic Market 69創作了場刊的封面繪圖。

## 主要参加的游戏作品
成人游戏
- Cocktail Soft（IDES→F&C）部分
  - CANCAN BUNNY PREMIERE 2
  - 歡迎來到Pia Carrot!!2
  - CANCAN BUNNY 1 Primo
  - ぴあきゃろTOYBOX
- Leaf（Aquaplus）部分
  - 漫畫派對
  - 去豬名川吧！！
  - 沒有天使的12月
  - 傳頌之物
  - 和阿露露一起玩！！
  - ToHeart2 XRATED
  - Fullani
  - ToHeart2 AnotherDays
  - 你在米吉多之丘的呼喚

全年龄游戏
- Cocktail Soft（IDES→F&C）部分
  - CANCAN BUNNY PREMIERE 2
- Leaf（Aquaplus）部分
  - 漫畫派對（DC）
  - ToHeart2（PS2）
  - ダンジョントラベラーズ2 王立図書館とマモノの封印
  - ダンジョントラベラーズ2-2 闇堕ちの乙女とはじまりの書
  - 傳頌之物 虛偽的假面
  - 傳頌之物 二人的白皇

## 延伸閱讀
- . Millennium Million Mind. （原始内容存档于2004-07-02）.
- 七尾奈留
- 摹写问题 （页面存档备份，存于）
- ちゃん様称呼的来由 （页面存档备份，存于）